# Herrestads socken, Östergötland
Herrestads socken i Östergötland ingick i Dals härad och området ingår sedan 1980 i Vadstena kommun och motsvarar från 2016 Herrestads distrikt.
Socknens areal är 14,73 kvadratkilometer, varav 11,06 land. År 2000 fanns här 142 invånare. Kyrkbyn Herrestad med sockenkyrkan Herrestads kyrka ligger i denna socken. 
Här inrättades Sveriges första folkhögskola 1868 under ledning av Otto Wilhelm Ålund.

## Administrativ historik
Herrestads socken har medeltida ursprung. 
Vid kommunreformen 1862 övergick socknens ansvar för de kyrkliga frågorna till Herrestads församling och för de borgerliga frågorna till Herrestads landskommun. Landskommunen inkorporerades 1952 i Östgöta-Dals landskommun, ingick från 1967 i Vadstena stad som 1971 ombildades till Vadstena kommun, ingick 1974-1979 i Motala kommun och från 1980 i Vadstena kommun. Församlingen uppgick 2006 i Dals församling.
1 januari 2016 inrättades distriktet Herrestad, med samma omfattning som församlingen hade 1999/2000.  
Socknen har tillhört samma fögderier och domsagor som socknens härader.  De indelta soldaterna tillhörde  Första livgrenadjärregementet, Motala kompani och Andra livgrenadjärregementet, Vadsten kompani.

## Geografi
Herrestads socken ligger vid norr om Tåkern och kring Mjölnaån. Socknen är en uppodlad slättbygd.

## Fornlämningar
Kända från socknen är boplatser från stenåldern.

## Namnet
Namnet (1208 Härastadhum) kommer från kyrkbyn. Förleden har antagits innehålla mansnamnet Häre, 'den gråhårige'. Efterleden är sta(d), 'ställe'.

### Fotnoter
1. 1 2  Svensk Uppslagsbok andra upplagan 1947–1955: Herrestad socken
2. 1 2  Harlén, Hans; Harlén Eivy (2003). Sverige från A till Ö: geografisk-historisk uppslagsbok. Stockholm: Kommentus. Libris 9337075. ISBN 91-7345-139-8
3. ↑  Om Herretsads folkhögskola Arkiverad 11 augusti 2010 hämtat från the Wayback Machine.
4. ↑  ”Församlingar”. Statistiska centralbyrån. https://www.scb.se/hitta-statistik/regional-statistik-och-kartor/regionala-indelningar/forsamlingar/. Läst 30 december 2022.
5. ↑  Administrativ historik för Herrestad socken (Klicka på församlingsposten). Källa: Nationella arkivdatabasen, Riksarkivet.
6. 1 2  Sjögren, Otto (1931). Sverige geografisk beskrivning del 2 Östergötlands, Jönköpings, Kronobergs, Kalmar och Gotlands län. Stockholm: Wahlström & Widstrand. Libris 9939
7. 1 2  Nationalencyklopedin
8. ↑  Fornlämningar, Statens historiska museum: Herrestads socken, Östergötland
9. ↑  Fornminnesregistret, Riksantikvarieämbetet: Herrestads socken, Östergötland Fornminnen i socknen erhålls på kartan genom att skriva in sockennamn (utan "socken") i "Ange geografiskt område"
10. ↑  Mats Wahlberg, red (2003). Svenskt ortnamnslexikon. Uppsala: Institutet för språk och folkminnen. Libris 8998039. ISBN 91-7229-020-X. https://isof.diva-portal.org/smash/get/diva2:1175717/FULLTEXT02.pdf